# NGC 4168
NGC 4168 is een elliptisch sterrenstelsel in het sterrenbeeld Maagd. Het hemelobject ligt 55 miljoen lichtjaar van de Aarde verwijderd en werd op 8 april 1784 ontdekt door de Duits-Britse astronoom William Herschel.

## Synoniemen
- UGC 7203
- MCG 2-31-46
- ZWG 69.81
- VCC 49
- PGC 38890